# Ivan Lendrić
Ivan Lendrić (8 augustus 1991) is een Kroatisch voetballer die bij voorkeur als aanvaller speelt. Hij speelde vooral in lagere divisies van niet zo sterke voetbalcompetities.

## Spelerscarrière
| seizoen | club                  | land                  | competitie                  | wed. | goals |
| ------- | --------------------- | --------------------- | --------------------------- | ---- | ----- |
| 2010/11 | HNK Hajduk Split      | Kroatië               | Prva HNL                    | 0    | 0     |
| 2010/11 | → HŠK Zrinjski Mostar | Bosnië en Herzegovina | Premijer Liga               | 28   | 16    |
| 2011/12 | HNK Hajduk Split      | Kroatië               | Prva HNL                    | 19   | 4     |
| 2012/13 | SV Zulte Waregem      | België                | Jupiler Pro League          | 19   | 2     |
| 2013/14 | NK Lokomotiva Zagreb  | Kroatië               | Prva HNL                    | 6    | 2     |
| 2013/14 | Kapfenberger SV       | Oostenrijk            | Erste Liga                  | 15   | 5     |
| 2014/15 | FC Südtirol           | Italië                | Lega Pro Prima Divisione    | 14   | 4     |
| 2014/15 | NK Celje              | Slovenië              | 1. slovenska nogometna liga | 16   | 2     |
| 2015/16 | FC Milsami Orhei      | Moldavië              | Divizia Națională           | 0    | 0     |
| 2015/16 | PAE Kerkyra           | Griekenland           | Super League Griekenland    | 2    | 0     |
| 2015/16 | FK Željezničar        | Bosnië en Herzegovina | Premijer Liga               | 12   | 7     |
| 2016/17 | FK Željezničar        | Bosnië en Herzegovina | Premijer Liga               | 32   | 19    |
| 2017/18 | RC Lens               | Frankrijk             | Ligue 2                     | 9    | 2     |
|         |                       |                       | Totaal                      | 172  | 63    |